# Зубово (Польща)
Зубово (пол. Zubowo) — село в Польщі, у гміні Більськ-Підляський Більського повіту Підляського воєводства. Населення — 113 осіб (2011).

## Історія
Вперше згадується 1576 року.
У 1975—1998 роках село належало до Білостоцького воєводства.

## Демографія
Демографічна структура станом на 31 березня 2011 року:
|          | Загалом | Допрацездатний вік | Працездатний вік | Постпрацездатний вік |
| -------- | ------- | ------------------ | ---------------- | -------------------- |
| Чоловіки | 59      | 6                  | 36               | 17                   |
| Жінки    | 54      | 6                  | 16               | 32                   |
| Разом    | 113     | 12                 | 52               | 49                   |